# 이르군

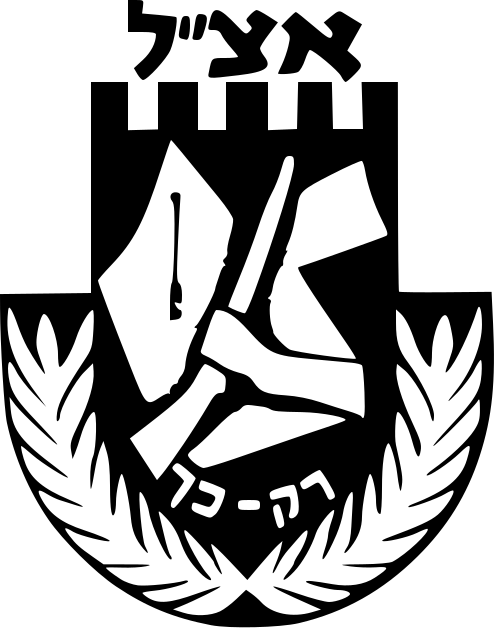
이르군의 로고

이르군(히브리어: ארגון)은 1931년부터 1948년까지 영국 위임통치령 팔레스타인 지역에서 활동한 이스라엘의 시온주의 무장단체이다. 정식 명칭은 이스라엘 땅의 민족군사기구(히브리어: הארגון הצבאי הלאומי בארץ ישראל)이며 이를 줄인 약칭인 '에첼(히브리어: אצ"ל)'이라고 불린다. 이 단체는 유대인 불법 군사조직인 하가나의 분파이기도 하며, 하가나에서 파생되어 '하가나 베트(히브리어: הגנה ב)' 또는 '하가나 할레우미트(히브리어: ההגנה הלאומית)', '하마마드(히브리어: המעמד)'라고 불렸다. 이르군의 조직원들은 1948년 제1차 중동 전쟁 시작과 함께 이스라엘 방위군(IDF)으로 흡수되었다.
이르군의 전략은 제에브 자보틴스키가 만든 수정 시오니즘(Revisionist Zionism)에 기반을 두었다. 미국의 역사가 하워드 새카에 따르면 이 수정 시오니즘의 내용은 모든 유대인은 팔레스타인에 들어갈 권리가 있으며, 적극적인 보복만이 아랍을 단념하게 할 수 있고, 유대인 무장 세력만이 유대인의 나라를 보장할 수 있다는 것이다.
이르군의 공격 행위 중 가장 잘 알려진 사건은 1946년 7월 22일 예루살렘에서 일어난 다윗 왕 호텔 폭탄 테러와 레히 조직과 함께 자행한 1948년 4월 9일의 데이르 야신 학살이다.
1947년 팔레스타인 주재 영국군은 이르군을 지칭할 때 테러리스트라는 표현을 쓰지 않도록 하였으며, 영국군이 이들을 두려워할 이유가 없기 때문이라는 것이 그 이유였다. 그러나 이 표현은 그 뒤로도 많은 곳에서 사용되었다. 이르군의 공격은 1946년 세계 시온주의자 회의에서 논의되었고, 이들은 정치적 이유로 무고한 이들의 피를 흘리게 하는 행위를 강력히 규탄하는 선언을 발표하였다. 1948년 9월 이스라엘 정부는 테러 방지 조례에 의거, 월터 모인 경 암살 사건의 책임을 물어 이르군과 레히를 해산시켰다.
이후 이스라엘 우파 정당인 헤루트가 이르군의 정치적 후계 조직이 되었으며, 이 정당은 오늘날의 리쿠드의 전신이다. 리쿠드는 1977년 이래 대부분의 기간 동안 이스라엘의 집권 정당이었다.

## 같이 보기
- 콘라트 아데나워: 이르군의 암살 대상이었다.